# Polska polityka migracyjna
Polska polityka migracyjna – polityka rozumiana jako sztuka sterowania procesami migracyjnymi w celu osiągnięcia aktualnych celów i interesów państwa polskiego. Obejmuje zarówno kontrolę procesów imigracyjnych, emigracyjnych, jak i migracji wewnętrznych.

## Okres 1945–1989
Zaraz po zakończeniu II wojny światowej Polska czyniła wysiłki w celu dalszego zunifikowania struktury narodowościowej (ograniczenie ryzyka wynikającego z problemów etnicznych) oraz zapewnienia odpowiedniej siły roboczej jako fundamentu do rozwoju miast. Podjęte działania:
- wysiedlenie ludności niemieckiej z Polski
- przesiedlenie ludności polskiej z terenów ZSRR na tzw. Ziemie Odzyskane (zasiedlanie opuszczonych terenów)
- przesiedlenie ludności pochodzenia ukraińskiego zamieszkałej na terenie Polski do ZSRR
- przesiedlenie i rozproszenie ludności pochodzenia ukraińskiego pozostałej na terenie państwa polskiego na tzw. Ziemiach Odzyskanych – akcja „Wisła”; częściowe powroty po 1956 r.
- wspieranie migracji ludności wiejskiej do miast

W dalszym okresie PRL rządy dążyły do ograniczenia procesów migracyjnych. Wiązało się to przede wszystkim z obawą przed nawiązywaniem kontaktów z państwami Zachodu, wiązaniem przez władze kwestii migracji z kwestiami politycznymi i uznaniową polityką paszportową.
Ważniejsze działania ówczesnej polityki migracyjnej:
- wspieranie emigracji z Polski ludności pochodzenia żydowskiego (kampania antysemicka po wydarzeniach marca 1968)
- wspieranie emigracji politycznej (wyjazd z Polski osób kontestujących komunistyczną władzę, „paszporty w jedną stronę”)
- zapobieganie ucieczek obywateli PRL na Zachód (migracje głównie z powodów ekonomicznych; emigracja do USA).

Polityka migracyjna okresu 1945–1989 koncentrowała się na utrzymaniu władzy przez PZPR (i jej poprzedników) poprzez systematyczne regulowanie struktury narodowościowej i wyjazdów obywateli z kraju.

## Okres po 1989 roku

### Główne problemy migracyjne po 1989 roku
- Wzrost emigracji zarobkowej na skutek trudnej sytuacji gospodarczej w latach 90.
- Napływ imigrantów ze Wschodu – problemy integracyjne (kulturowe, ekonomiczne), problemy prawne (praca w szarej strefie); Polska jako kraj tranzytowy[1]
- Napływ imigrantów starających się o azyl polityczny (gł. z Czeczenii)
- Masowa emigracja zarobkowa po wejściu Polski do Unii Europejskiej i otwarciu przez niektóre kraje rynku pracy; wyjazd specjalistów i problemy z wykwalifikowaną siłą roboczą w wielu branżach, np. budownictwie; emigracja absolwentów uczelni
- Zmniejszona kontrola nad procesami migracyjnymi po zniesieniu kontroli na niektórych granicach (wejście do strefy Schengen)
- Problem repatriacji
- Problemy prawne dotyczące małżeństw i rozwodów między obywatelami różnych krajów
- Systematyczne wyludnianie się słabiej rozwiniętych terenów kraju

### Najważniejsze cele polityki migracyjnej Polski
- Stworzenie jasnego systemu prawnego dotyczącego cudzoziemców w Polsce, w tym nadawania obywatelstwa czy statusu uchodźcy. Liberalizacja zasad osiedlania się cudzoziemców
- Rozwiązanie problemu cudzoziemców pracujących w szarej strefie, liberalizacja rynku pracy
- Zapewnienie imigrantom pomocy socjalnej; zapewnienie odpowiednich warunków osobom zatrzymanym za nielegalny pobyt na terenie Polski, osobom starającym się o status uchodźcy; jednocześnie wspomaganie procesu usamodzielnienia się rodzin imigranckich w Polsce w celu uniezależnienia ich od pomocy socjalnej i w dłuższej perspektywie jej ograniczenia
- Wypracowanie skutecznej metody integracji, szczególnie poprzez zapewnienie edukacji i możliwości rozwoju rodzinom imigranckim
- Powstrzymanie odpływu specjalistów z kraju; ewentualnie zapełnienie luki na rynku pracy przez zagranicznych specjalistów
- Ochrona wschodniej granicy strefy Schengen.
- Stworzenie funkcjonujących ram prawnych powrotu repatriantów do kraju, m.in. Polaków z Kazachstanu
- Stworzenie rozwiązań prawnych regulujących małżeństwa binacjonalne
- Wspieranie rozwoju gospodarczego słabiej rozwiniętych części kraju, m.in. Program Operacyjny Rozwój Polski Wschodniej (fundusze europejskie)
- Przywrócenie przygranicznego handlu na granicach strefy Schengen

W ostatnich latach zauważalny jest trend europeizacji polityki migracyjnej, czyli współpracy w tej dziedzinie państw Unii Europejskiej.

### Najważniejsze instytucje współodpowiedzialne za realizację polskiej polityki migracyjnej
- Ministerstwo Spraw Wewnętrznych i Administracji
- Urząd do Spraw Cudzoziemców
- Ministerstwo Spraw Zagranicznych
- Ministerstwo Pracy i Polityki Społecznej
- Ministerstwo Edukacji Narodowej
- Ministerstwo Finansów
- Straż Graniczna
- Fundusz Azylu, Migracji i Integracji